# علي بريد شاه الأول
علي بريد شاه الأول هو الحاكم الثالث لسلالة بريد شاهي في بيدار. وقد خلف والده في عام 1540، وحكم حتى وفاته في عام 1580. كان يُعتبر رجلًا من أهل العلم، وكان يدعو العلماء والحرفيين من جميع أنحاء شبه القارة الهندية إلى عاصمته. ومن المعروف أيضًا أنه لعب دورًا لوجستيًا رئيسًا في معركة طالقة [الإنجليزية].

## الحكم
كان الحاكم الثالث لسلالة بريد شاهي، لكنه كان أول من تولى الألقاب الملكية.
خلال فترة حكمه، تعرضت بيدار لهجوم من مرتضى نظام شاه [الإنجليزية]، الذي كان ينوي ضمها كمركز لجنراله صاحب خان. كما تم تعزيز جيش نظام شاهي بقوات من سلطنة جولكوندا. طلب علي باريد المساعدة من علي عادل شاه الأول ملك بيجابور، الذي أرسل ألف فارس لتحقيق هذه القضية. عاد جيش نظام شاهي لاحقًا إلى عاصمته من أجل قمع التمرد.
وكان علي باريد حاضرًا أيضًا في معركة طالقة [الإنجليزية]، حيث اتحدت سلطنة الدكن ضد إمبراطورية فيجاياناجارا. وقد لعب دورا لوجستيًّا رئيسًا في المعركة.
وأمر ببناء قبره الخاص، والذي اكتمل في عام 1576. ومن المباني الأخرى التي كلف ببنائها هو رانجين محل داخل حصن بيدار. توفي علي باريد سنة 1579م.

## معرض الصور

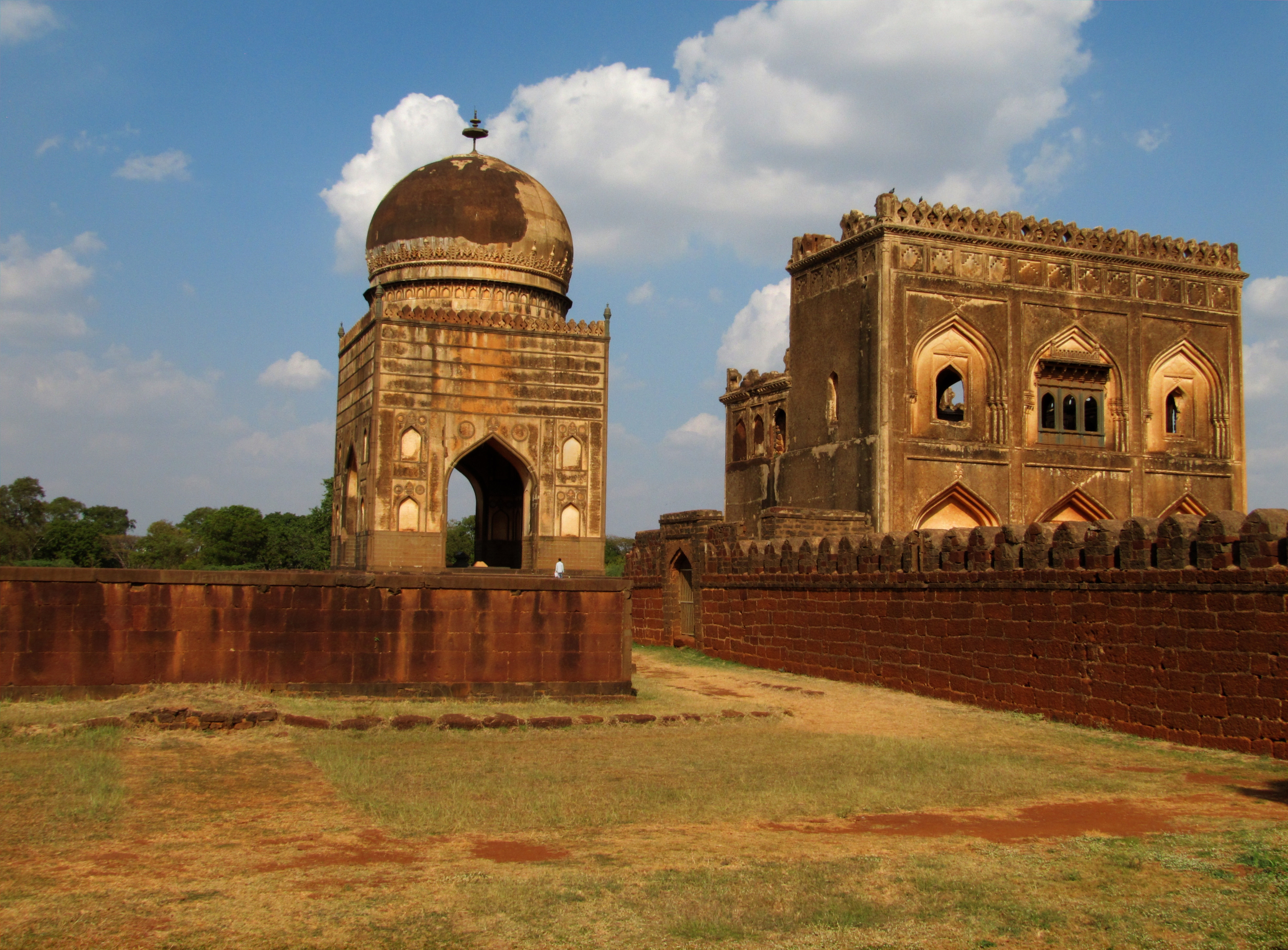
قبر علي بريد شاه سلطنة بيدار.
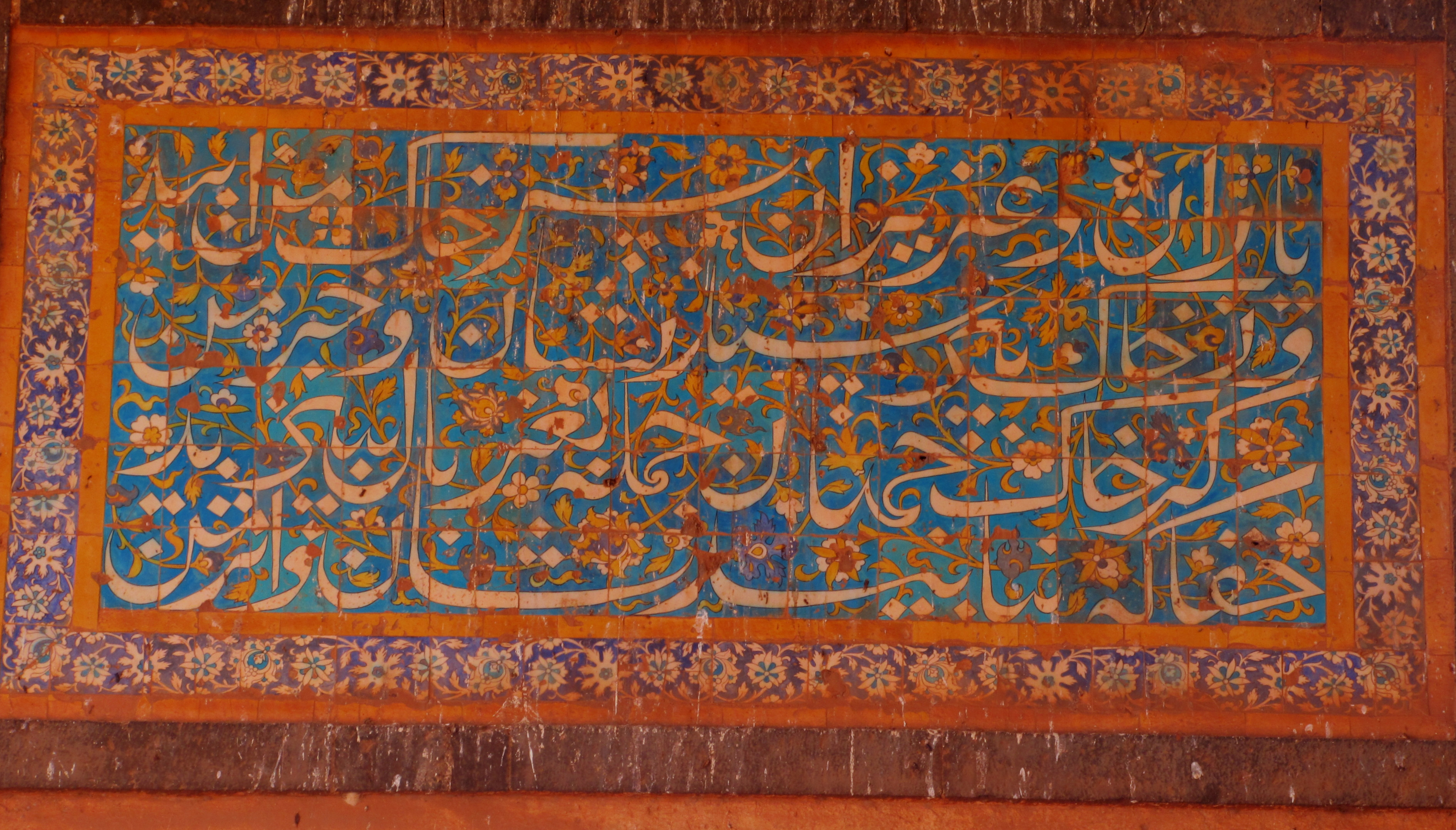
خط عربي مزخرف على جدار قبر علي بريد شاه من سلطنة بيدار.
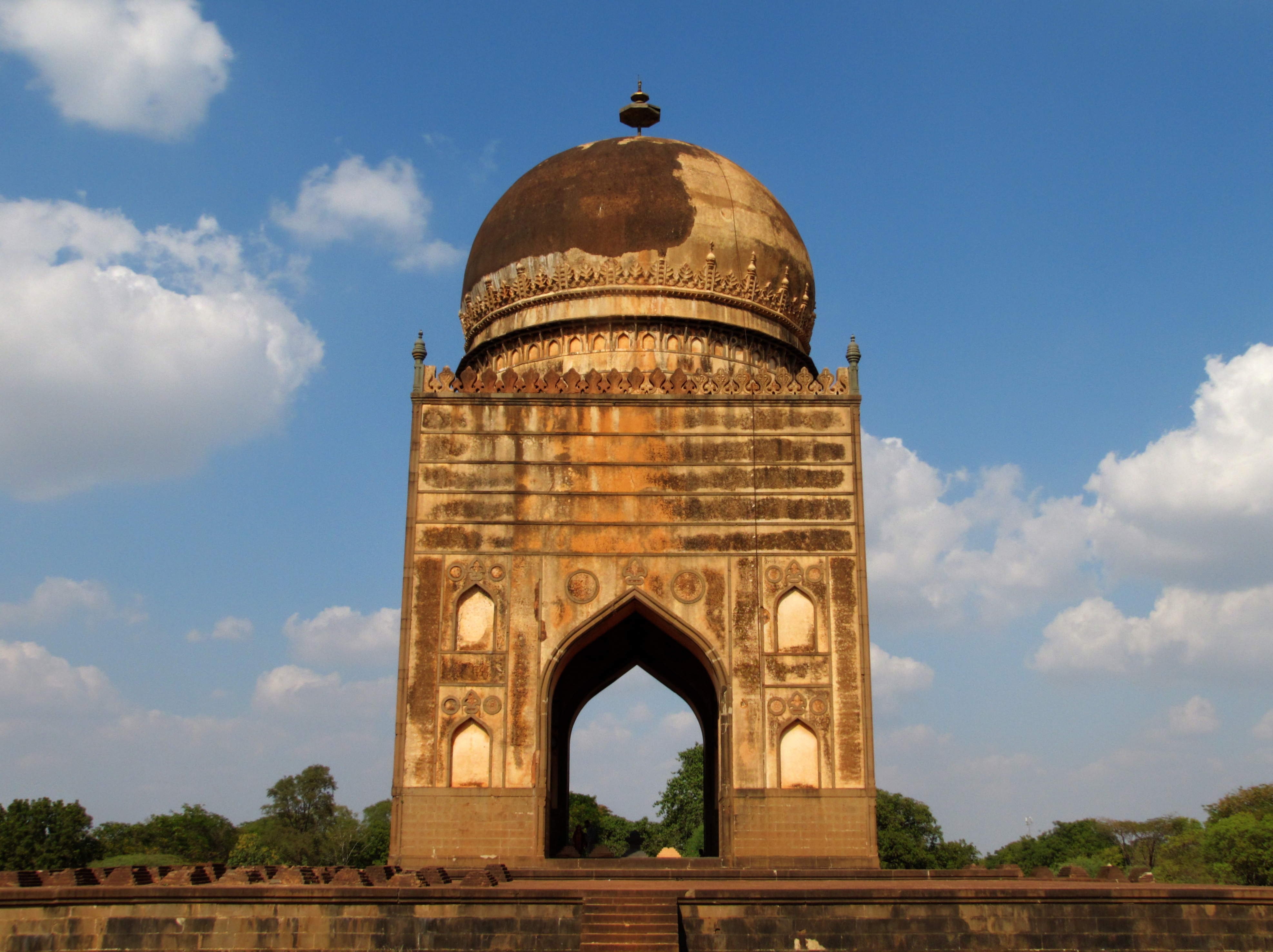
قبر علي بريد شاه سلطنة بيدار .

## طالع أيضًا
- سلطنات الدكن

### ملحوظات
1. ↑  يذكر تاريخ فِريشته والنقوش على قبر علي بريد أن عام وفاته كان 987 هجريًا، والذي قد يقابل 1579 أو 1580 ميلاديًا. لا يُعرف تاريخ أو شهر وفاته بدقة. إلا أن المؤرخين يعتبرونها 1580، وهو ما يتفق مع كون خليفته إبراهيم بريد شاه قد حكم لمدة سبع سنوات.[5]

### الاستشهادات
1. ↑  Puri، B. N.؛ Das، M. N. (ديسمبر 2003). A Comprehensive History of India: Comprehensive history of medieval India. ISBN:9788120725089.
2. 1 2 3  Yazdani 1947، صفحات 13.
3. ↑  Yazdani 1947، صفحات 151.
4. ↑  Yazdani 1947، صفحات 152.
5. Yazdani 1947، صفحات 86, 152.

### فهرس
- Yazdani، Ghulam (1947). Bidar, Its History And Monuments. Oxford University press.